# Droogmansia sillansii
Droogmansia sillansii är en ärtväxtart som beskrevs av Auguste Jean Baptiste Chevalier. Droogmansia sillansii ingår i släktet Droogmansia och familjen ärtväxter. Inga underarter finns listade i Catalogue of Life.